# Calcaribracon rostratus
Calcaribracon rostratus är en stekelart som beskrevs av Donald L.J. Quicke 1986. Calcaribracon rostratus ingår i släktet Calcaribracon och familjen bracksteklar. Inga underarter finns listade.